# Taraxacum duplidentifrons
Taraxacum duplidentifrons — вид квіткових рослин з родини айстрових (Asteraceae). Вид зростає в Європі: Англія, Уельс, Шотландія, Північна Ірландія, Ірландія, Данія, Норвегія, Швеція, Нідерланди, Бельгія, Люксембург, Німеччина, Польща, Чехія, Франція; інтродукований до Мадейри, Азорських островів, Канарських островів; це багаторічна рослина помірних біомів.